# غلي سويي
غلي سويي هي قرية في مقاطعة أرومية، إيران. عدد سكان هذه القرية هو 42 في سنة 2006.